# 上岡誠二
上岡 誠二（かみおか せいじ、1948年 - ）は、高知県出身の元アマチュア野球選手（投手）。

## 来歴・人物
土佐高では、1965年に1年下の広田義典と投の二本柱を組み、秋季四国大会に進む。決勝で高知高を降し、翌1966年春の選抜への出場を決めた。大会では先発を任され、準々決勝で平安高の門野利治と投げ合い1-0で完封勝ち。準決勝でも育英高を降し決勝に進出。中京商の加藤英夫との投手戦となるが3回の1失点を挽回できず、0-1で敗退し準優勝にとどまる。同年夏は南四国大会決勝に進むが、鳴門高の森進（三井造船）、板東順司の継投に抑えられ惜敗、甲子園出場を逸する。
慶應義塾大学に進学。東京六大学野球リーグでは1967年春季リーグに優勝を経験するが、その後は優勝に届かなかった。1968年春季リーグでチームは3位ながらベストナイン（投手）に選出される。1969年の第8回アジア野球選手権大会日本代表。リーグ通算62試合23勝19敗、防御率2.39、204奪三振。
大学卒業後は社会人野球の日本鋼管に進む。1973年の都市対抗では古屋英雄、池田善吾（三菱自動車川崎から補強）とともに投手陣の中心となり、2回戦で新日鐵広畑に完封勝利。決勝では日産自動車に大勝し、初優勝を飾る。1973年、1975年にはインターコンチネンタルカップ日本代表となる。1975年の都市対抗も準々決勝に進むが、丸善石油の落合登（四国鉄道管理局から補強）、古賀正明と投げ合い惜敗した。引退後は1987年に福山野球部と統合されたNKKの初代監督となった。